# Buchen
Die Buchen (Fagus) sind die einzige Pflanzengattung der Unterfamilie der Fagoideae innerhalb der Familie der Buchengewächse (Fagaceae). Die etwa elf Arten besitzen eine weite Verbreitung in den gemäßigten Gebieten der Nordhalbkugel in Nordamerika und Eurasien.

## Beschreibung

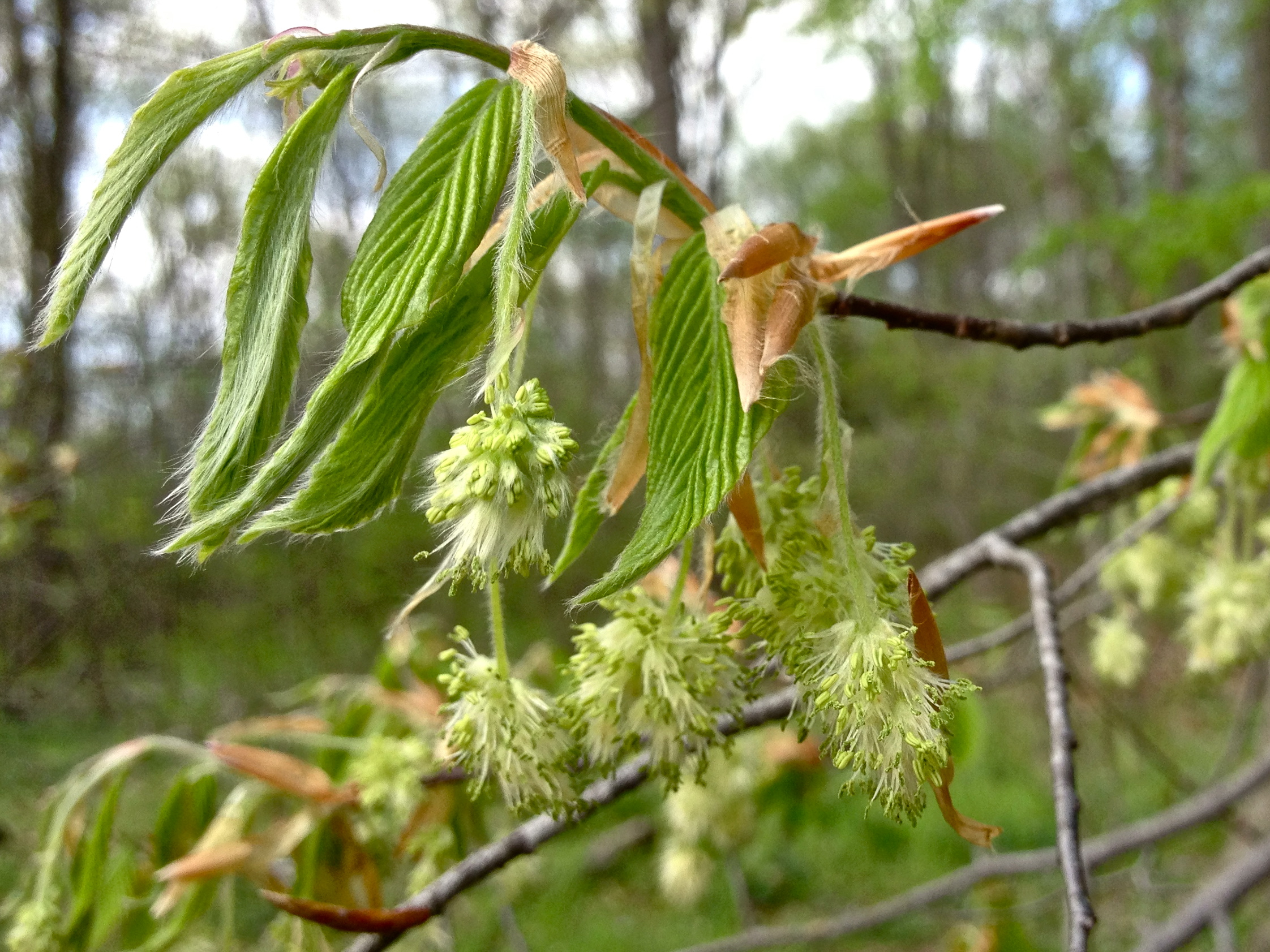
Zweig mit jungen Laubblättern und Blütenständen der Amerikanischen Buche (Fagus grandifolia)

### Vegetative Merkmale
Buchen sind sommergrüne Bäume, die Wuchshöhen von bis zu 40 Metern erreichen. Ihre Rinde ist grau und glatt und zeigt nur selten im Alter eine geringe Borkenbildung, sie gehört daher zu den Peridermbäumen. Die dünn und hin- und hergebogenen Zweige besitzen eine braune Rinde. Die 1 bis 3 Zentimeter langen Knospen sind lang spindelförmig, oft spreizend, von brauner Farbe, mit zahlreichen Knospenschuppen bedeckt und silbrig behaart.
Die Laubblätter stehen wechselständig, an aufrechten Zweigen schraubig, an abstehenden sind sie mehr oder weniger zweizeilig angeordnet. Die Laubblätter sind in Blattstiel und -spreite gegliedert. Die Blattspreite ist glänzend grün, ganzrandig, leicht buchtig gezähnt, wellig gebuchtet oder fein gezähnt. Die Nebenblätter sind schmal und hinfällig. Bei einigen Arten kommt Marzeszenz bei den Blättern vor.

### Blütenstände und Blüten
Buchen-Arten sind einhäusig getrenntgeschlechtig (monözisch). Die Blüten stehen an jungen Zweigen und erscheinen gleichzeitig mit den Laubblättern. Die männlichen Blüten stehen in dichten, lang gestielten, hängenden Büscheln. Die männliche Einzelblüte besitzt eine vier- bis siebenspaltige Blütenhülle und acht bis sechzehn Staubblätter. Die Pollen sind mehr oder weniger kugelig, etwa 20 bis 45 Mikrometer groß und zeigen drei von Pol zu Pol verlaufende Porenfalten. Die weiblichen Blüten stehen zu zweit oder zu dritt in aufrechten Blütenständen, sie bilden ein Dichasium. Die weibliche Einzelblüte besitzt eine behaarte, vier- bis sechsspaltige Blütenhülle und einen dreikammerigen Fruchtknoten, auf dem drei Narben sitzen.

### Früchte
Als Früchte werden dreikantige, 1 bis 1,5 Zentimeter lange, glänzend kastanienbraune Nussfrüchte, die Bucheckern, gebildet. Sie sitzen zu zweien, selten zu dreien, in einem stark verholzten, außen weichstacheligen, vierklappigen Fruchtbecher (Cupula). Die Bucheckern reifen im Herbst.

### Chromosomensätze
Die Chromosomengrundzahl beträgt x = 12; es liegt Diploidie vor mit Chromosomenzahlen von 2n = 24.

## Verbreitung und Standortansprüche

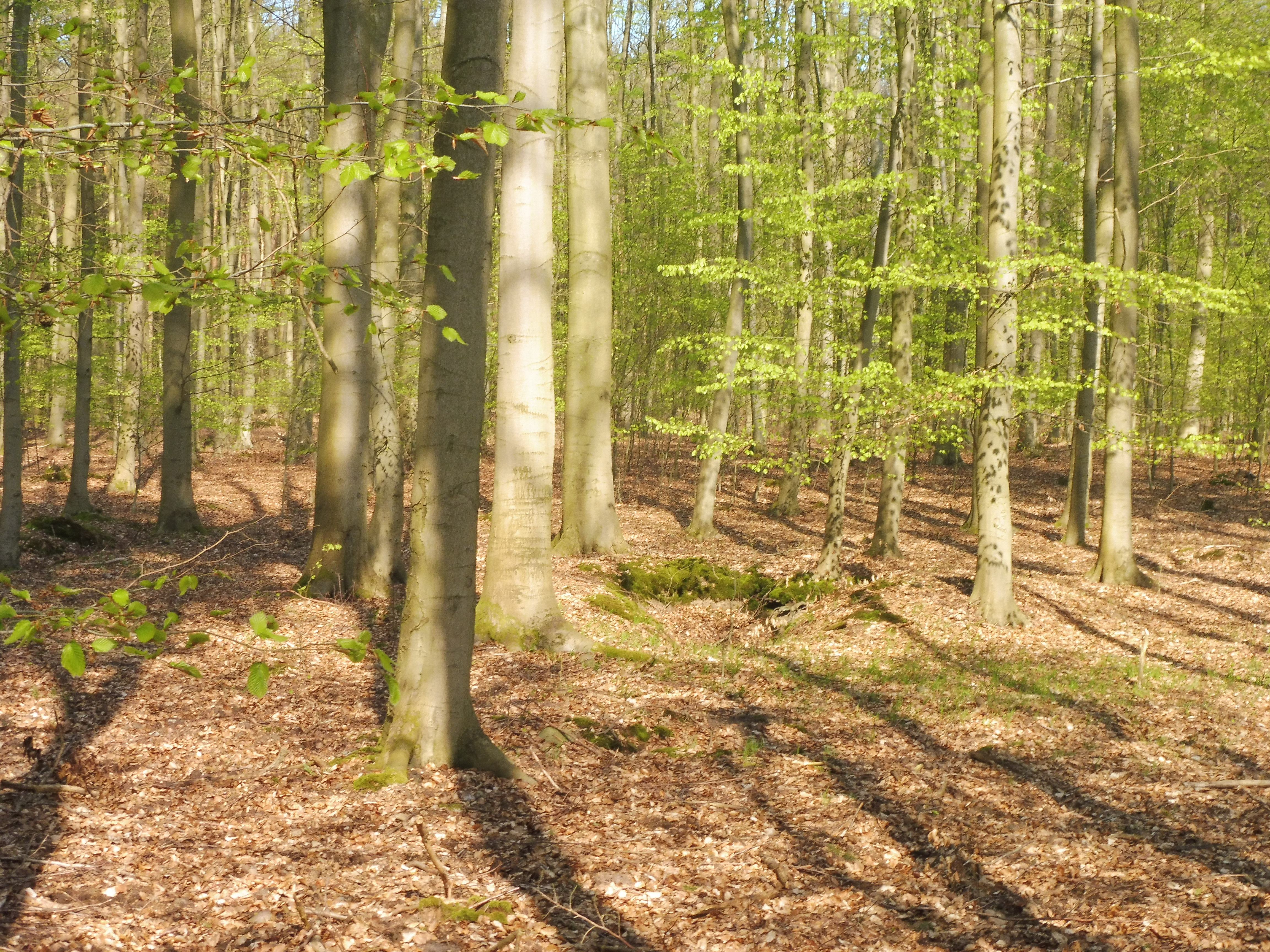
Monokultur im Frühlingsgrün (Südmecklenburg)

Die Gattung Fagus ist mit acht bis elf Arten vorwiegend in der nördlichen gemäßigten Zone Europas und des westlichen Asiens (Anatolien, Kaukasus, Elburs-Gebirge), des östlichen Nordamerikas und Ostasiens verbreitet. Speziell in Japan und Nordamerika kommen Buchen bis in die Subtropen vor, in Nordamerika bis an die Grenze der Tropen (nördlichstes Florida). Eine Art reicht bis Mexiko (Hidalgo). Die größte Artenvielfalt findet sich im Osten Asiens. Die Buchenarten bevorzugen ein wintermildes und sommerkühles, feuchtes ozeanisches Klima. Gebiete mit strengen Winter- und Spätfrösten und starker Trockenheit werden gemieden. In ihren südlichen Verbreitungsgebieten sind die Buchen meist auf die Gebirgslagen beschränkt (bis auf 2500 m ü. NN in der Türkei, dem Kaukasus und dem Elburs-Gebirge, bis auf über 2000 m in Zentral- und Ost-China). Im südöstlichen Bulgarien (Longoza-Wälder) und des europäischen Teils der Türkei (İğneada Longoz Nationalpark), im Westen Georgiens und im Südosten der Vereinigten Staaten (z. B. Nord-Florida) kommen sie jedoch bis auf Meereshöhe vor.
Buchen wachsen langsamer als andere Baumarten, kommen jedoch – in dieser Hinsicht vergleichbar mit Tanne, Hainbuche und Eibe – mit verhältnismäßig wenig Sonnenlicht aus, so dass sie eine sogenannte Klimaxbaumart darstellen, die am Endpunkt einer natürlichen Waldentwicklung dominiert. Buchen gelten aufgrund ihrer Eigenschaften als ökologisch wertvoll. Der früher reichhaltige europäische Buchenwaldbestand wurde im Lauf der Geschichte jedoch auf einen Bruchteil reduziert, insbesondere gibt es nur noch wenige zusammenhängende Gebiete. Inzwischen bilden übriggebliebene Buchenwaldflächen aus 18 Ländern Europas das größte serielle (nicht zusammenhängende) UNESCO-Weltnaturerbe Alte Buchenwälder und Buchenurwälder der Karpaten.

## Systematik

Orient-Buche (Fagus orientalis)

Die Erstbeschreibung des Gattungsnamens Fagus erfolgte 1753 in Species Plantarum, 2, S. 997–998. Typusart ist Fagus sylvatica L. Ein Synonym von Fagus L. ist Phegos St.-Lag.
Fagus ist die einzige Gattung der Unterfamilie Fagoideae innerhalb der Familie der Fagaceae. Die früher zu den Fagoideae gerechnete Gattung der Südbuchen (Nothofagus) wird heute in eine eigene Familie der Nothofagaceae gestellt. Nach den genetischen Daten steht die Gattung Fagus den anderen Gattungen der Familie der Fagaceae allein als Schwestergruppe gegenüber. Die Trennung erfolgte vor über 80 Millionen Jahren.
Die Gattung Fagus wird in zwei Untergattungen gegliedert, wobei Untergattung Englerianae in ihrer Verbreitung auf Ostasien beschränkt ist.
Es können anhand morphologischer und molekular-genetischer Merkmale 14 rezente Buchenarten unterschieden werden, hinzu kommen regionale Varietäten mit unsicherem taxonomischen Status.
Untergattung Fagus mit vier Arten im westlichen Eurasien, die historisch als zwei Arten oder Unterarten derselben Art (Fagus sylvatica im weiteren Sinn) angesehen wurden:
- Die Orient-Buchen im weiteren Sinn (Fagus sylvatica subsp. orientalis (Lipsky) Greuter & Burdet, ein paraphyletisches Taxon[23][24]) bestehen aus drei Arten:
  - Kaspische Buche (Fagus caspica Denk & G.W.Grimm, Syn.: Fagus sylvatica var. macrophylla Hohen. ex A.DC. p.p., Fagus sylvatica subsp. hohenackeriana (Palib.) C.F.Shen p.p.) im Südosten Aserbaidschans (Talysch-Gebirge) und dem nördlichen Iran.
  - Kaukasische Buche (Fagus hohenackeriana Palib., Syn.: Fagus sylvatica var. macrophylla Hohen. ex A.DC. p.p., Fagus sylvatica subsp. hohenackeriana (Palib.) C.F.Shen p.p.). Sie kommt in den pontischen Gebirgszügen der nordöstlichen Türkei bis nach Georgien, Armenien (Kleiner Kaukasus) und vor allem im Großen Kaukasus (Georgien, nördliches Aserbaidschan, Ciskaukasien) vor.
  - Orient-Buche im engeren Sinn (Fagus orientalis Lipsky, Syn.: Fagus sylvatica var. asiatica A.DC., Fagus sieboldii var. asiatica (A.DC.) Koehne), östliche Rhodopen und entlang der südwestlichen Schwarzmeerküste (südöstliches Bulgarien, nordwestliche Türkei).
- Rotbuche im engeren Sinn (Fagus sylvatica L., Syn.: Fagus sylvatica subsp. sylvatica, Fagus sylvatica f. moesiaca K.Malý, Fagus moesiaca (K. Malý) Czeczott): weit verbreitet in Europa (Kantabrisches Gebirge, Nord-Spanien bis Südost-Norwegen und Süd-Schweden, im Osten bis in die Gegend von Kaliningrad, Russland, und westlichen Rhodopen).

5 Arten in Ostasien:
- Kerb-Buche (Fagus crenata Blume): Japan, in den Bergen von Kyushu, Shikoku und Honshu, im südlichen Hokkaido bis auf Meereshöhe.
- Taiwan-Buchen im weiteren Sinne umfassen zwei Arten, die morphologisch (phänotypisch) nicht trennbar sind, aber deren Kern-DNA[25] kryptische Artbildung anzeigt:[24]
  - Fagus hayatae Palib. ex Hayata (Syn.: Fagus hayatae subsp. hayatae) im Norden Taiwans in Berglagen
  - Fagus pashanica C.C.Yang (Syn.: Fagus hayatae subsp. pashanica (C.C.Yang) R.Peters & J.Q.Li). Sie kommt in den südlichen chinesischen Provinzen Sichuan bis Zhejiang vor.[26]
- Chinesische Buche (Fagus longipetiolata Seemen, Syn.: Fagus sinensis Oliv.): Die Heimat ist China und das nördliche Vietnam.[27]
- Glänzende Buche (Fagus lucida Rehder & E.H.Wilson): Ihr Verbreitungsgebiet überlappt mit dem von Fagus longipetiolata und Fagus pashanica.[28]

2 Arten in Nordamerika mit unterschiedlichen genetischen (Kern-DNA) Profilen und Blattmorphologie, traditionell als Unterarten derselben Art (Fagus grandifolia i. w. S.) angesehen:
- Amerikanische Buche i. e. S. (Fagus grandifolia Ehrh.) weit verbreitet im östlichen Nordamerika (Ost-Texas, Nord-Florida bis in das Gebiet der Großen Seen und an den Sankt Lorenz Strom)[29]
- Mexikanische Buche (Fagus mexicana Martínez, Syn.: Fagus grandifolia subsp. mexicana (Martínez) A.E.Murray), wenige Reliktstandorte im westlichen Mexiko.

Varietäten mit unsicherem Status
- Fagus chienii Cheng[30]: Unsichere Art. Bekannt ist ausschließlich das Typusexemplar,[31] ein einzelner Baum aus Pingwu, Provinz Sichuan, China. Bei Nachsuche an der Typlokalität nicht wiedergefunden. Sehr ähnlich zu Fagus lucida und vermutlich synonym dazu.
- Krim-Buche Fagus ×taurica Popl. = Fagus orientalis (Fagus hohenackeriana?) × Fagus sylvatica. Sie kommt auf der Krim vor und wird häufig fälschlicherweise mit den Rotbuchen des südöstlichen Balkans (F. sylvatica f. moesiaca) synonymisiert.[8]

Untergattung Englerianae Denk & G.W.Grimm
- Englers Buche (Fagus engleriana Seemen ex Diels). Ihr Verbreitungsgebiet überlappt mit denen der chinesischen Arten (Fagus longipetiolata, Fagus lucida, Fagus pashanica).
- Japanische Buche (Fagus japonica Maxim.). Ähnliches Verbreitungsgebiet wie Fagus crenata mit Populationen in Ryushu, Shikoku und Honshu, aber typischerweise in tieferen Lagen (meist parapatrisch, selten sympatrisch). Im Gegensatz zu Fagus crenata kommt Fagus japonica nur an der Ostküste Nord-Honshus vor und fehlt in Hokkaido.[32]
- Fagus multinervis Nakai: Dieser Endemit kommt nur auf der südkoreanischen Insel Ulleungdo vor.[8]

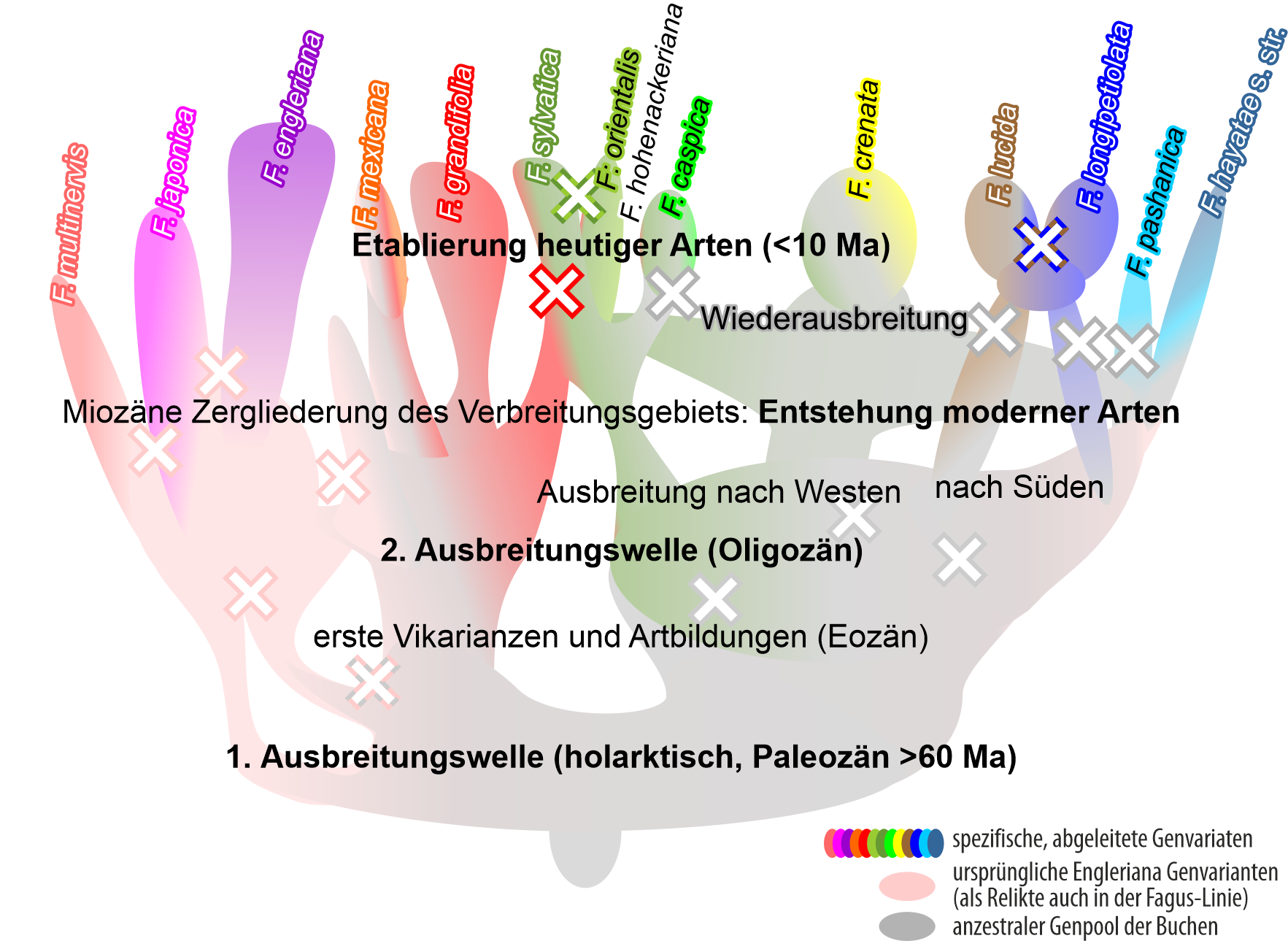
Visualisierung der Artbeziehungen innerhalb der Verwandtschaftslinie der Buchen (Gattung Fagus) mittels einer phylogenetischen "Koralle" anstelle eines phylogenetischen Baums. Die Abbildung summiert die komplexen genetischen Signale im Buchen-Nucleom entsprechend der Ergebnisse von Cardoni et al. (2021) doi:10.6084/m9.figshare.11603547.v3 (englische Originalversion); die Kreuze geben die Retikulationsereignisse (Hybridisierung, Introgression) wieder.

Die Verwandtschaftsbeziehungen der Arten zueinander sind ausgesprochen komplex und das Produkt zahlreicher Speziations- und Hybridisierungsereignisse in den letzten 50 Millionen Jahren, sogenannter retikulater Evolution. Sie stehen damit im Gegensatz zum Standardmodell der kladistischen Phylogenie, nachdem Artentstehungsprozesse vorwiegend dichotom sind und sich über einen phylogenetischen Baum modellieren lassen. Die nordamerikanischen Buchen der Untergattung Fagus (Fagus grandifolia, Fagus mexicana) haben sich bereits sehr früh von ihren eurasischen Verwandten getrennt. Einige Kern-Gene deuten auf eine zeitlich spätere Introgression von nordamerikanischen in europäische Buchen hin, sowie auf einen längeren Kontakt mit den Vorfahren der Untergattung Englerianae. Nichtkodierende nukleäre Genregionen, der Fossilbefund und ihre morphologische Ähnlichkeit legen einen gemeinsamen Ursprung der europäischen und westasiatischen Rot- und Orientbuchen (Fagus sylvatica, Fagus orientalis, Fagus hohenackeriana, Fagus caspica) und der japanischen Kerb-Buche (Fagus crenata) nahe. Letztere zeigt darüber hinaus hohe genetische Ähnlichkeiten zu den anderen ostasiatischen Arten der Untergattung Fagus und es liegt nahe, dass es in der Vergangenheit zu Kreuzungen kam. Deren Beziehungen zueinander sind ebenfalls retikulat: Chinesische (Fagus longipetiolata) und Taiwan-Buchen (Fagus hayatae, Fagus pashanica) sind vermutlich Schwesterarten, wobei die kontinental-chinesische Art der Taiwan-Buche (Fagus pashanica) genetisch näher den anderen ostasiatischen Arten ist. Gemein ist beiden Arten (Fagus longipetiolata, Fagus pashanica) ein ausgesprochener Dimorphismus in den nicht-kodierenden Abschnitten der ribosomalen DNA, der sogenannten ITS Region, ein Anzeichen für eine frühere Hybridisierung bzw. Allopolyploidisierung. Die Glänzende Buche (Fagus lucida) hat einzigartige morphologische Merkmale, die sich bis auf Miozäne Fossilien Zentral-Asiens (Altai) zurückverfolgen lassen (Fagus altaensis Kornilova & Rajushkina) und steht genetisch der japanischen Fagus crenata am nächsten, teilt sich aber abgeleitete, exklusive Genvarianten mit der (heute) sympatrisch vorkommenden Fagus longipetiolata (Hybridisierung durch sekundären Kontakt). Die west-eurasischen Buchen, Rot- und Orientbuchen, gehen auf einen (oder mehrere) gemeinsamen Vorfahren zurück (ausgestorbene Art/Artkomplex Fagus castaneifolia), der im Oligozän eine Verbreitung von Zentral-Asien bis nach Europa hatte. Dabei zeigen die genetischen Daten, dass sich zumindest die iranischen Populationen der Orient-Buche (Fagus caspica) schon vor der Artbildung im Westen abgespaltet hatten. Die finale Trennung zwischen Rotbuche, Fagus sylvatica i. e. S., und ihrer Schwesterart, Fagus orientalis i. e. S, fand im frühen Pleistozän, vor etwa 1,2 Millionen Jahren, statt. Für die Arten der Untergattung Englerianae wird ein hybrider Ursprung angenommen und Genfluss bis in die jüngste Zeit, da ihre nukleären Genregionen einen ausgeprägten Polymorphismus (Paraloge) zeigen, der sich nur bedingt nach Arten trennt.
Darüber hinaus sind die Genome der Chloroplasten (das Plastom) bei Buchen nicht nach Arten oder Untergattungen sortiert, sondern primär nach ihrer geographischen Herkunft. Dies gilt generell für die gesamte Familie der Fagaceae.

## Abgrenzung von ähnlich benannten Gattungen
Die Gattung der Hainbuchen oder Weißbuchen (Carpinus) ist den Buchen auf den ersten Blick ähnlich, gehört aber zur Familie der Birkengewächse (Betulaceae).
Auch die Gattung der Hopfenbuchen (Ostrya), die den Hainbuchen ähnlich ist, gehört zur Familie der Birkengewächse (Betulaceae).
Die Gattung der Scheinbuchen (Nothofagus), die den Buchen im Aussehen auch ähnelt, ist ausschließlich in der südlichen Hemisphäre heimisch. Sie gehört zur Familie der Scheinbuchengewächse (Nothofagaceae), welche jedoch nahe mit den Buchengewächsen verwandt sind.

## Verwendung
Während manche Arten wie Kerb-Buche oder Japanische Buche in der Forstwirtschaft eine untergeordnete Rolle spielen, ist die in Mitteleuropa heimische Rotbuche ein wichtiger Holzlieferant. Das Buchenholz ist in Deutschland mit einem Einschlag von jährlich etwa 7 Millionen Festmetern (ca. 1/6 des Gesamtholzeinschlages in Deutschland) eines der bedeutendsten Laubhölzer als Nutz- und Industrieholz. Buchenholz ist auch ein erstklassiges Brennholz, da es lange, hell, heiß und ruhig brennt; daher ist es teurer als die meisten anderen Brennhölzer.
Holzeigenschaften (Werte nach DIN 68364):
Elastizitätsmodul 14.000     N/mm²,
Druckfestigkeit      60     N/mm²,
Zugfestigkeit         135     N/mm²,
Biegefestigkeit     120     N/mm²,
Bruchschlagarbeit 100     kJ/m²,
Brinellhärte längs 65, quer 37–41 N/mm²
Einige Sorten werden in Parks, Alleen und Gärten als Ziergehölze verwendet. In Japan wird die Kerb-Buche als Bonsai gezogen.

## Fossilien

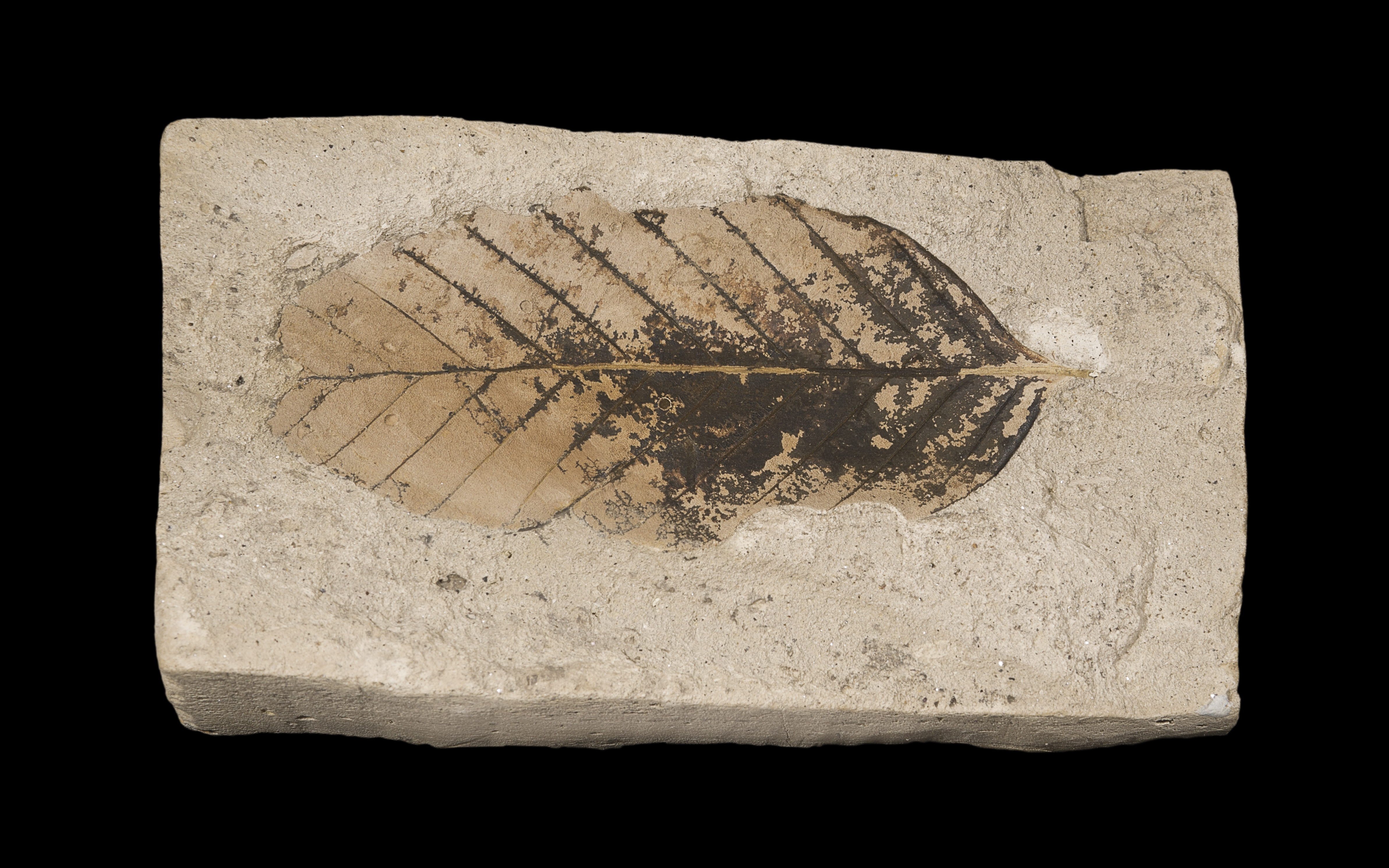
Ein etwa 3 Millionen Jahre altes fossiles Laubblatt einer Buche (Fagus pliocenica Saporta, 1873) aus einer Formation des späten Tertiär (Piacenzium, mittleres Pliozän) von Frankreich.

Anhand des Fossilbefunds und durch Abschätzungen mittels der Methode der molekularen Uhr kann der Ursprung der Buchen bis in die Kreide, vermutlich ins Campanium, zurückgeführt werden. Frühe fossile Funde stammen aus dem Danium Grönlands (Diskobucht), einer Untereinheit des Paläozäns, und dem Paläozän Nordost-Sibiriens und der Kamtschatka-Halbinsel. Zusammen mit miozänen Funden von der Insel Island zeigen sie eine weit nördliche Verbreitung im Tertiär, weit jenseits der heutigen nördlichen Verbreitungsgrenze. Die älteste Aufspaltung in die Untergattungen Fagus und die rein ostasiatische Englerianae, vermutlich im frühen Eozän vor etwa 53 Millionen Jahren, lassen eine Herkunft der rezenten Linie aus der nordpazifischen Region, entweder dem westlichen Nordamerika oder aus Nordostasien wahrscheinlich erscheinen. Fossil erhalten sind, neben dem charakteristischen Pollen, auch Laubblätter und Früchte sowie Fruchtbecher, so bereits bei der ältesten direkt fossil nachgewiesenen Art, Fagus langevinii † aus dem frühen Eozän von British Columbia (Kanada; McAbee Fossil Beds). Im westlichen Eurasien wird eine weit verbreitete Art, Fagus castaneifolia †, bis ins mittlere Miozän als einzige Art gefunden. Bereits im Oligozän und dann vor allem im Miozän waren Buchen, neben Fagus castaneifolia vor allem Fagus haidingerii †, im Flachland auch in Deutschland (z. B. Cospuden und Borna-Ost, Sachsen; als Fagus saxonica † beschrieben) und Österreich (Linz, Lintsching im Salzburger Land, Steiermark) weit verbreitet und gehörten zu den dominanten Waldbaumarten.
Der Fossilbefund wurde 2004 umfassend revidiert. Hinzu kommen einige später beschriebene Funde und Arten. Die folgenden ausgestorbenen Arten können unterschieden werden und sind zum Teil stammesgeschichtlich (phylogenetisch) eingeordnet worden:
- Fagus altaensis † Kornilova & Rajushkina: Altai, Zentral-Asien; Miozän. Möglicher Vorläufer von Fagus lucida.
- Fagus antipofii † Heer: Primorje, Nordostasien; Oligozän.
- Fagus castaneifolia † Unger: Westliches Europa bis Zentral-Asien; Oligozän bis Miozän. „Kontinental-eurasische“ Linie, Vorläufer von Fagus haidingeri †. Zu den Synonymen gehören:
  - Fagus pristina Saporta
  - Fagus saxonica Kvacek & Walther
- Fagus chankaica † T.Alexeenko: Primorje, Nordostasien; Miozän. Ausgestorbene „Pazifische“ Linie mit Verbindung zur heutigen ost-nordamerikanischen Fagus grandifolia.
- Fagus evenensis † A.Chelebaeva: Kamschatka und Sachalin, Nordostasien; Oligozän bis Miozän. Ältester Vertreter der Untergattung Englerianae.
- Fagus florinii † Huzioka & Takahashi: Liaoning, Korea-Halbinsel und Honshu, Nordostasien; Oligozän bis Pliozän. Ausgestorbene „Pazifische“ Linie.
- Fagus friedrichii † Grímsson & Denk: disjunkt in Alaska und Island, Subarktis. Ausgestorbene „Pazifische“ Linie.
- Fagus galbanifolia † Guo: Jilin, Nordostasien. Ausgestorbene „Pazifische“ Linie.
- Fagus gussonii † A.Massalongo: disjunkt in Island und der Mittelmeerregion (Spanien, Italien, Griechenland), Miozän. Untergattung Fagus ohne klare Affinität, auf Grund ihrer räumlichen und zeitlichen Verbreitung bietet sich Fagus gussonii als biologischer Vektor an, über den nordamerikanisches Genmaterial in den europäischen Genpool einfließen konnte.[24]
- Fagus haidingeri † Kováts: weitverbreitet in Europa (Frankreich bis Ukraine), Kleinasien und dem Nordkaukasus, westliches Eurasien; Miozän bis Pleistozän. Vorläufer aller west-eurasiatischen Buchen (Fagus sylvatica und Fagus orientalis Arten); der Übergang sowohl zu den westlichen Fagus castaneifolia (Vorfahren) als auch den heutigen Arten (Nachfahren) war fließend. Zu den Synonymen gehören:
  - Fagus kraeuselii Kvacek & Walther
  - Fagus pliocenica Saporta
- Fagus kitamiensis † Tanai: Hokkaido, Nordostasien; Oligozän. Ausgestorbene „Pazifische“ Linie.
- Fagus koraica † Huzioka: Primorje, Nordostasien; Oligozän.
- Fagus langevinii † Manchester & R.M.Dillhoff: British Columbia, westliches Nordamerika. Älteste moderne Buche (Blätter, Früchte, Pollen), aber noch undifferenziert (Stamm-Linie)
- Fagus microcarpa † Miki: Honshu, Nordostasien; Pliozän bis Pleistozän. Letzter Vertreter der ausgestorbenen „Pazifische“ Linie.
- Fagus napanesis † Fotjanova: Kamschatka, Nordostasien; Eozän. Stamm-Linie.
- Fagus olejnikovii † Pavlyutkin: Primorje, Nordostasien; Oligozän.
- Fagus pacifica † Chaney: Oregon, westliches Nordamerika. Ausgestorbene „Pazifische“ Linie.
- Fagus palaeocrenata † Okutsu: Primorje, Nordostasien; Miozän.
- Fagus palaeojaponica † Tanai & Onoe: Primorje, Honshu und Hokkaido, Nordostasien; Oligozän bis Pliozän. Untergattung Englerianae, Vorläufer der heutigen Arten. Synonym ist:
  - Fagus protojaponica † K.Suzuki
- Fagus protolongipetiolata † Huzioka: Primorje, Korea-Halbinsel, Honshu, Japansee; Eozän bis Miozän. „Kontinental-eurasische“ Linie, morphologisch kaum unterscheidbar von der heutigen Fagus longipetiolata.
- Fagus schofieldii † Mindell, Stockey & Beard: British Columbia, westliches Nordamerika; Eozän. Stamm-Linie.
- Fagus stuxbergii † (Nathorst) Tanai: Jilin, Honshu, Nordostasien; Miozän bis Pliozän. Ausgestorbene „Pazifische“ Linie.
- Fagus uemurae † Tanai: Primorje, Hokkaido, Nordostasien; Oligozän. Ausgestorbene „Pazifische“ Linie.
- Fagus uotanii † Huzioka: Primorje, Honshu, Nordostasien; Oligozän. „Kontinental-eurasische“ Linie, sehr ähnlich Fagus protolongipetiolata †—Fagus longipetiolata.
- Fagus voznovica † Pavlyutkin: Primorje, Nordostasien; Oligozän.
- Fagus washoensis † LaMotte (Syn.: Fagus idahoensis Chaney & Axelrod): Washington und Idaho, westliches Nordamerika; Miozän. Ausgestorbene „Pazifische“ Linie.